# Vredesbeweging

Vredesduif, symbool van de vredesbeweging

Een vredesbeweging is elke beweging die ernaar streeft een conflict of een oorlog te vermijden of te beëindigen. Dit streven naar vrede kan ingegeven zijn door een principieel pacifisme of antimilitarisme maar dat is niet noodzakelijk zo. Er kunnen ook andere redenen zijn waarom een partij vrede wil sluiten, door overeenkomst of zelfs door overgave. In 1917 zette Rusland de oorlog met Duitsland stop door aan zowat alle Duitse eisen te voldoen. Lenin en de Bolsjewistische partij kregen daarvoor grote steun van de Russische bevolking, die zwaar geleden had onder de oorlog.

## Geschiedenis

### Ontstaan
De internationale vredesbeweging ontstond in de 19e eeuw, onder meer rond de Krim-oorlog. In 1892 schreef Bertha von Suttner haar roman "Die Waffen nieder" (de wapens neer). Zij stichtte met Alfred Hermann Fried de Duitse Friedensgesellschaft. Beiden kregen later de Nobelprijs voor de Vrede, die vanaf 1901 wordt uitgereikt. Alfred Nobel had moeten beleven hoe zijn eigen uitvinding, het dynamiet, vooral voor oorlogvoering gebruikt werd. In 1899 en 1907 waren er belangrijke Vredesconferenties in Den Haag.

### Eerste Wereldoorlog
De Eerste Wereldoorlog was verscheurend voor de socialistische internationale. Op 4 augustus 1914 stemden bijna alle sociaaldemocraten in de Rijksdag in met de oorlogskredieten. Alleen enkelen rond Rosa Luxemburg verzetten zich. Karl Liebknecht keurt de kredieten wel goed maar verzet zich later tegen de oorlog, onder andere nadat hij gehoord heeft van de Duitse wandaden in bezet België. Hij wordt gevangengezet. Den Haag is in 1915 opnieuw de ontmoetingsplaats voor een Internationaal Vredescongres met meer dan duizend vrouwen uit Europa en Amerika. De secretaris van de Socialistische Internationale, de Belg Camille Huysmans onderneemt nog een vredespoging met een conferentie in Stockholm in 1917 van alle socialisten, zowel van de neutrale landen als van de oorlogvoerende landen. Hij had onder andere steun van de Nederlandse socialistische leider Troelstra, maar andere kopstukken, Lenin onder andere, lagen dwars. Een aparte vrede met Duitsland, gevolgd door een Duitse overwinning in de oorlog, en dan een socialistische machtsovername in Duitsland, zou de bolsjewieken beter uitkomen (zie Geldolf). Aan de andere kant namen paus Benedictus XV en Henry Ford tijdens de oorlog wel opgemerkte vredesinitiatieven.
Tussen de twee wereldoorlogen beperkte de vredesbeweging zich voornamelijk tot kringen van intellectuelen en kunstenaars.

### Na de Tweede Wereldoorlog

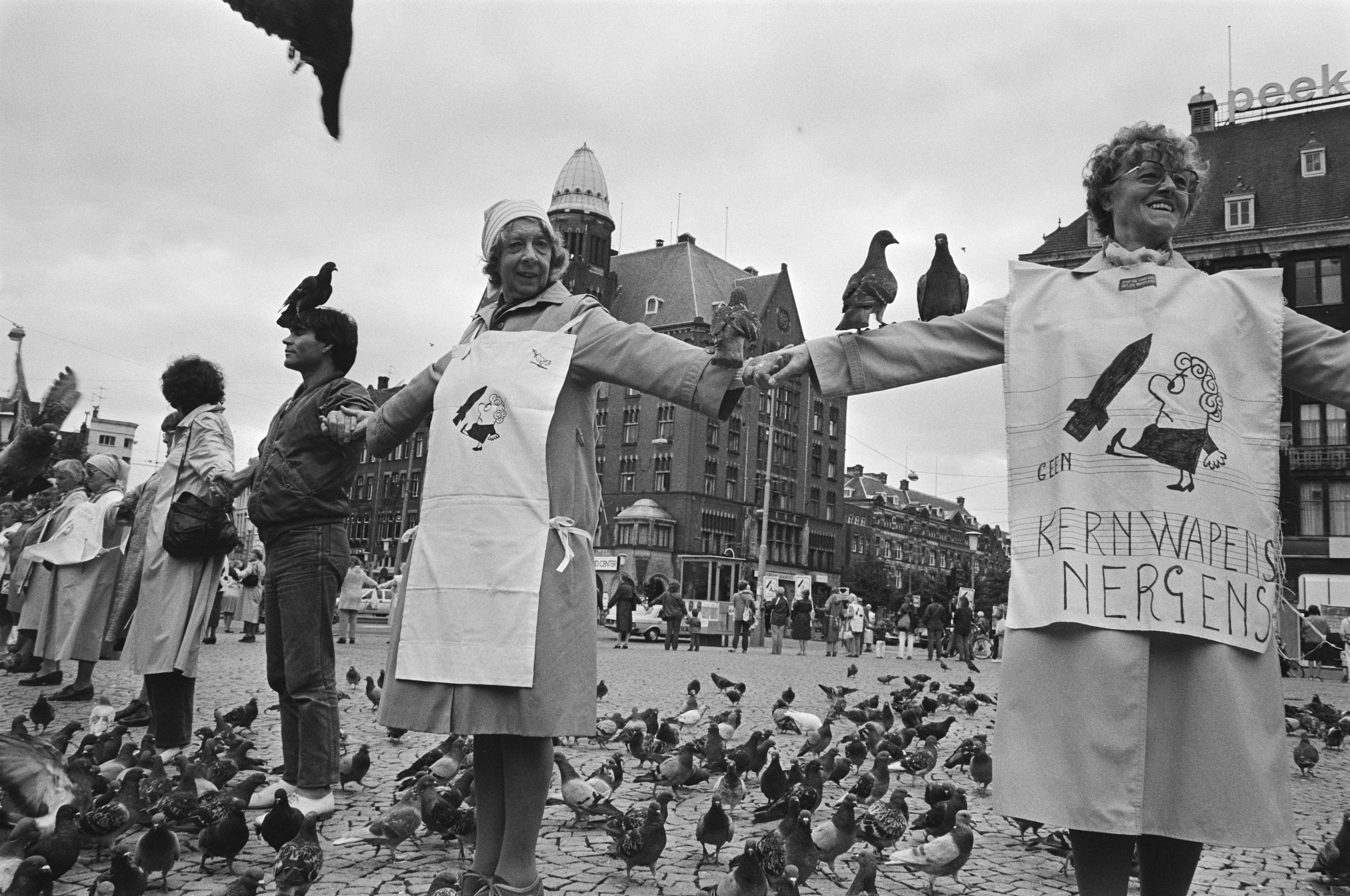
Vredeskring 5 september 1983, Amsterdam

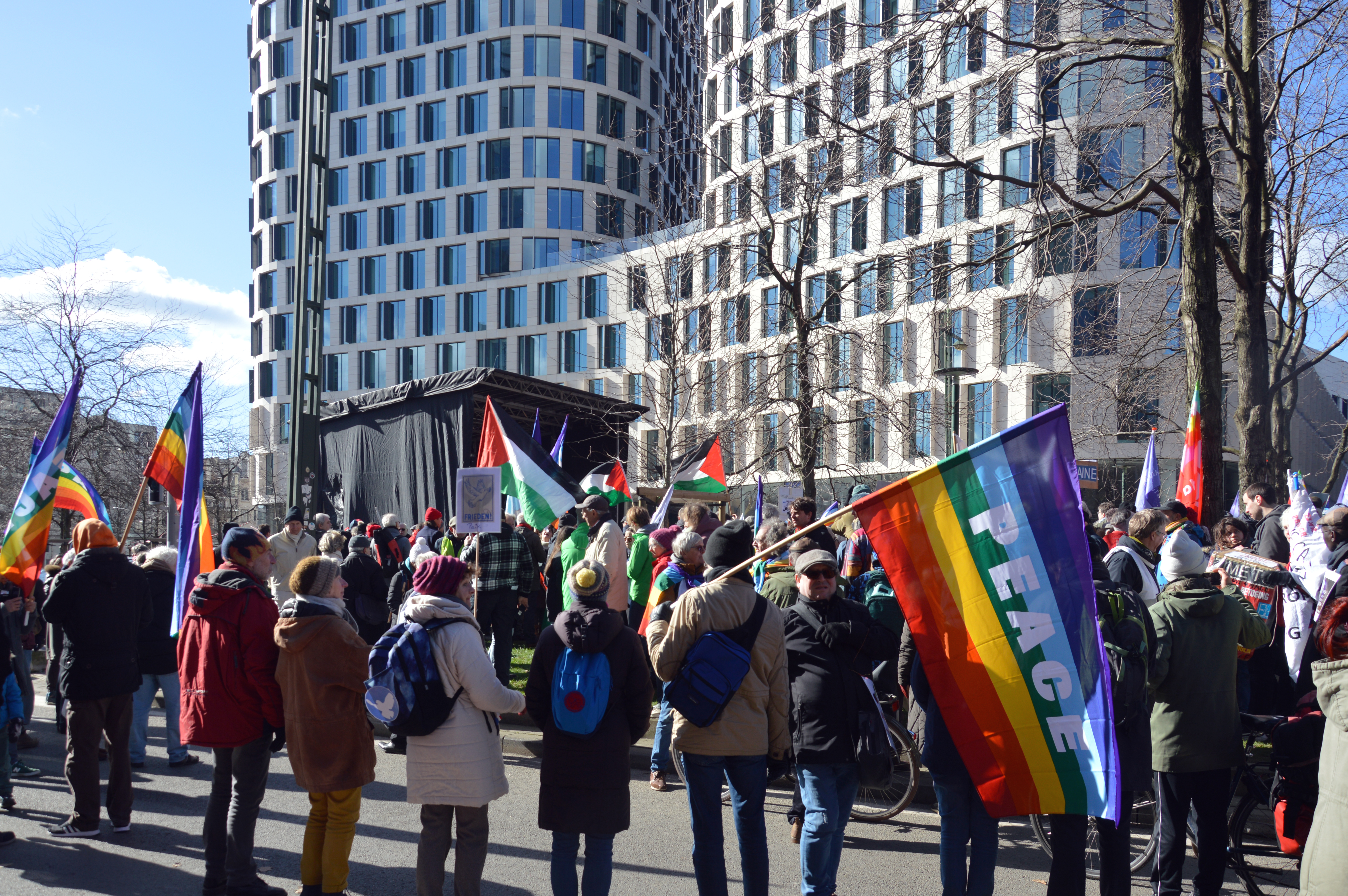
Demonstratie in Brussel in 2023 tegen de militarisering naar aanleiding van de Russische invasie van Oekraïne sinds 2022

Ook na de Tweede Wereldoorlog is het wachten tot het einde van de jaren zestig om opnieuw een grote anti-oorlogsbeweging te zien, met name tegen de Vietnamoorlog. Algemeen wordt aangenomen dat de Verenigde Staten zich uit Vietnam terugtrokken onder druk van de binnenlandse en buitenlandse publieke opinie. Voor het eerst speelden televisiebeelden daarbij een belangrijke rol.
Met dé vredesbeweging wordt tegenwoordig meestal bedoeld de bewegingen die streefden en nog streven naar beperking of ontmanteling van kernwapens, meer bepaald op het hoogtepunt van de Koude Oorlog. Vooral in de jaren 1981 en 1983 slaagde deze beweging er in om telkens grote menigten op de been te brengen in West-Europese steden, uit protest tegen het NAVO-dubbelbesluit van 1979, dat plaatsing beoogde van 572 Amerikaanse middellangeafstandsraketten in vijf West-Europese landen. Zo bijvoorbeeld: Bonn 10 oktober 1981: 250.000 deelnemers; Brussel 25 oktober 1981: 200.000 deelnemers; Amsterdam 21 november 1981: 400.000 deelnemers; Brussel 23 oktober 1983: 420.000 deelnemers; Den Haag 29 oktober 1983: 550.000 deelnemers. De Koude Oorlog liep af doordat het Oost-Europese communistische stelsel tot een einde kwam. Toch was er ook vredeswil over de scheidslijn heen: naast de Westerse vredesbeweging kende ook de DDR in kerkelijke kring een vredesbeweging, die schipperde tussen vrede en verbondenheid met het regime.
Verder kunnen de vredesbewegingen in de Verenigde Staten en Israël genoemd worden. De Verenigde Staten kennen altijd een sterke binnenlandse en buitenlandse anti-oorlogsbeweging, wanneer zij aan een oorlog deelnemen. Dat was zo bij de Eerste Wereldoorlog, de Tweede Wereldoorlog, de Vietnamoorlog, de Golfoorlog en de Irakoorlog). De vredesbeweging in Israël wil het conflict aldaar beëindigen door de twee-staten-oplossing, dus het erkennen van een onafhankelijke staat Palestina.